# Kennedyallee (Frankfurt am Main)
Die Kennedyallee ist eine beiderseits zweispurig ausgebaute Ein- und Ausfallstraße in Frankfurt am Main, die südlich des Mains verläuft und als Teil des Zubringers zur Autobahnauffahrt Frankfurt Süd gilt. Sie beginnt am Otto-Hahn-Platz im Stadtteil Sachsenhausen, verläuft in gerader Linie nach Südwesten und endet Am Oberforsthaus im Stadtteil Niederrad. An dieser Stelle mündet sie in die Mörfelder Landstraße. Die Kennedyallee ist ein Teil der Bundesstraßen 43 und 44, die hier gemeinsam verlaufen.

## Geschichte der Straßennamen
Die Straße war ursprünglich ein Reit- und Fußweg und wurde später in Forsthausstraße umbenannt. Im Juni 1963 hielt US-Präsident John F. Kennedy (1917–1963) sich während seiner Deutschlandreise auch in Frankfurt am Main auf und fuhr dabei unter anderem über die Forsthausstraße. Nach seiner Ermordung in Dallas wurde die Straße ihm zu Ehren umbenannt.

## Bekannte Anwohner
Carl Hagemann (1867–1940), von 1920 bis 1925 Leiter der Farbwerke Cassella und nach deren Zusammengehen mit anderen Chemieunternehmen zur I.G. Farben Vorstandsmitglied bei dieser bis zu seiner Pensionierung im Jahr 1932, bewohnte eine Villa in der damaligen Forsthausstraße.
Arthur von Weinberg (1860–1943), Chemiker, Industrieller, Mäzen und Ehrenbürger von Frankfurt, war seit 1882 Teilhaber von Cassella ab 1925 Mitglied des Aufsichtsrates der I.G. Farben. Er ließ 1908 in einem großen Park an der damaligen Forsthausstraße die neobarocke Villa Haus Buchenrode errichten. Nach den Novemberpogromen 1938 wurde er wegen seiner jüdischen Herkunft gezwungen, das Anwesen weit unter Wert an die Stadt zu verkaufen und den Kaufpreis als Judenvermögensabgabe abzuführen. Vom 1. September 1939 bis zur Zerstörung durch die Luftangriffe auf Frankfurt am Main 1944 war im Haus Buchenrode das Musische Gymnasium untergebracht.

## Bebauung

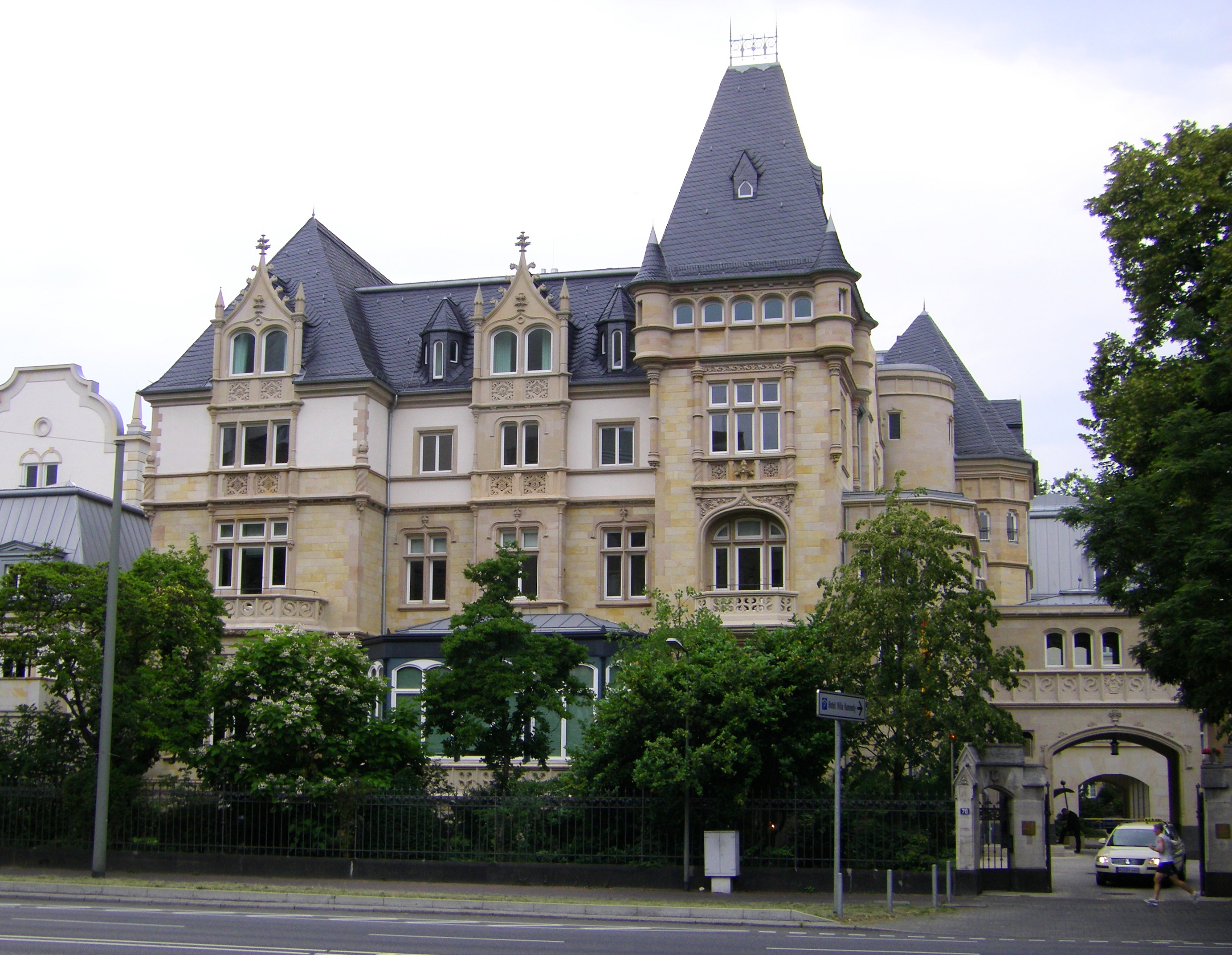
Das Hotel Villa Kennedy in der Kennedyallee 70

Vom Beginn der Kennedyallee am Otto-Hahn-Platz bis zur Kreuzung Stresemannallee ist die Bebauung auf der rechten Seite (stadtauswärts) geschlossen, auf der linken Straßenseite befinden sich einzelne Villen. Ab der großen Kreuzung besteht die Bebauung fast ausschließlich aus Villen. Fast alle Häuser stammen aus dem 19. Jahrhundert und sind typisch für die Bauten des Frankfurter Bürgertums jener Zeit. Eine Ausnahme ist das Wohn- und Geschäftsbau des Restaurants Parthenon. Es ist ein Kulturdenkmal der neuen Sachlichkeit und steht aufgrund des Hessischen Denkmalschutzgesetzes unter Denkmalschutz. Typisch aber auch hier die aufwendige Ausführung, die sich auch im Treppenhaus zeigt.
Der Frankfurter Bankier Eduard Beit von Speyer ließ 1904 vom Architekten Alfred Günther die in neogotischem Stil gehaltene Villa Speyer errichten (Nummer 70, Ecke Stresemannallee 22). Die Stadt Frankfurt "arisierte" 1937 das Gebäude und stellt es dem Kaiser-Wilhelm-Institut für Biophysik zur Verfügung. Das Gebäude wurde nach Schäden im Zweiten Weltkrieg wiederhergestellt und beherbergte von 1948 bis 2003 das Max-Planck-Institut für Biophysik. Der auf historische Bauten spezialisierte griechische Architekt Demetri Porphyrios baute 2003 die Villa zum Hotel Villa Kennedy um. Dabei wurden alle Neubauten im selben Stil und aus denselben Materialien errichtet. Das im März 2006 eröffnete Hotel verfügt über die mit 326 Quadratmetern größte Hotelsuite Deutschlands.
Die folgenden Bilder zeigen einige Villen aus dem Villenviertel der Straße, das sich zwischen Stresemannallee und Paul-Ehrlich-Straße (rechts) bzw. Waidmannstraße (links) befindet.

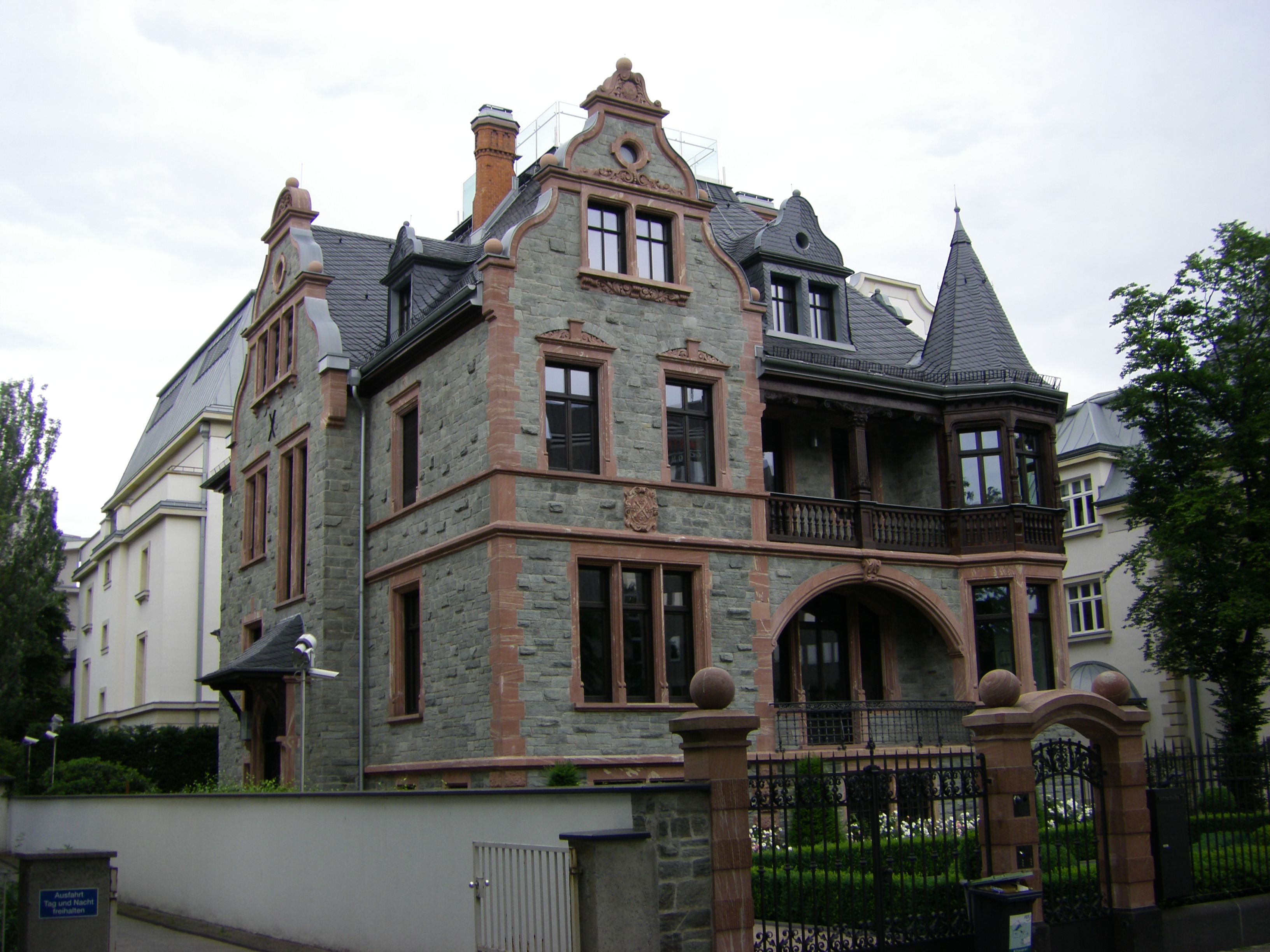
Haus Nummer 72
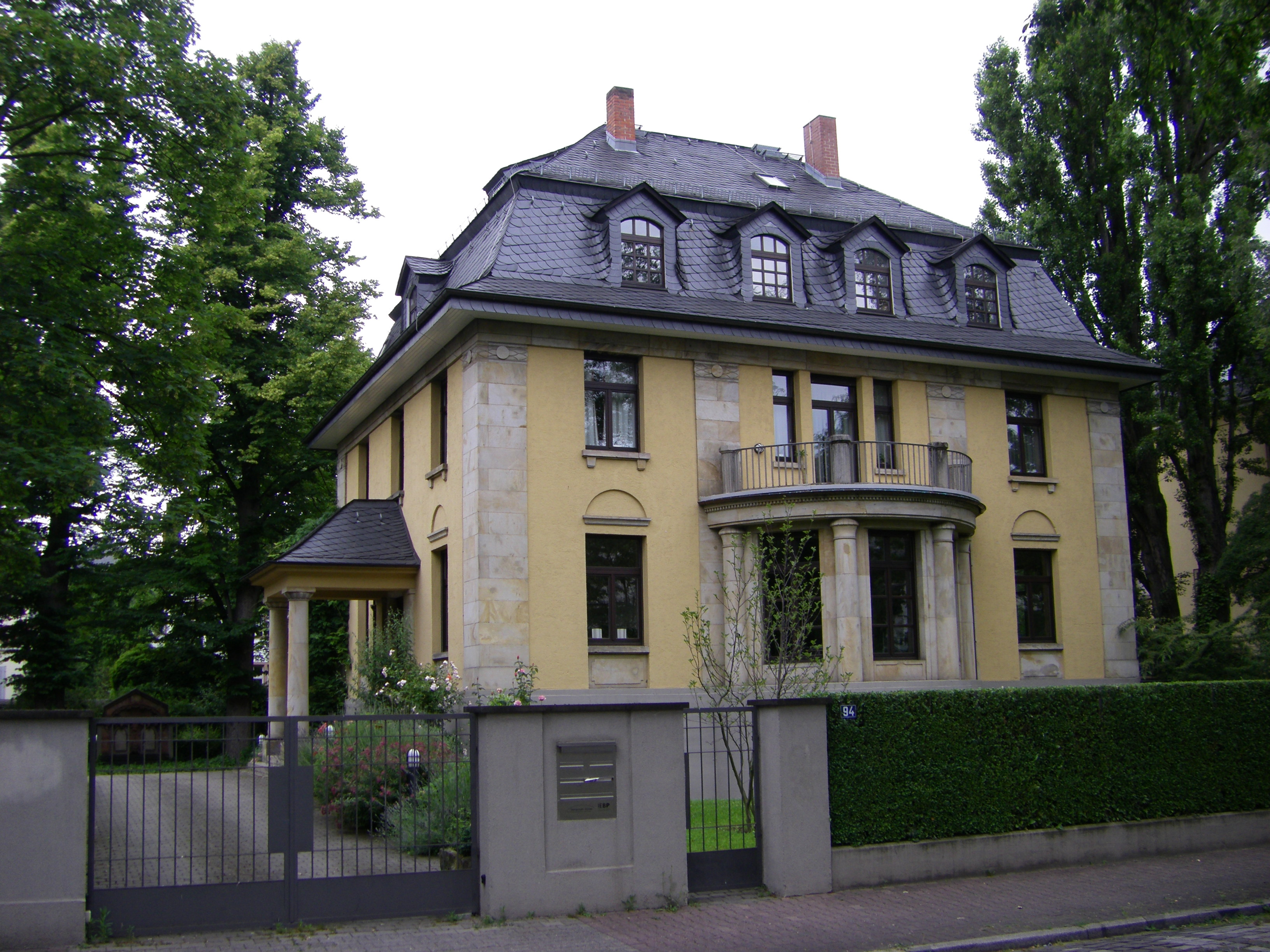
Haus Nummer 94
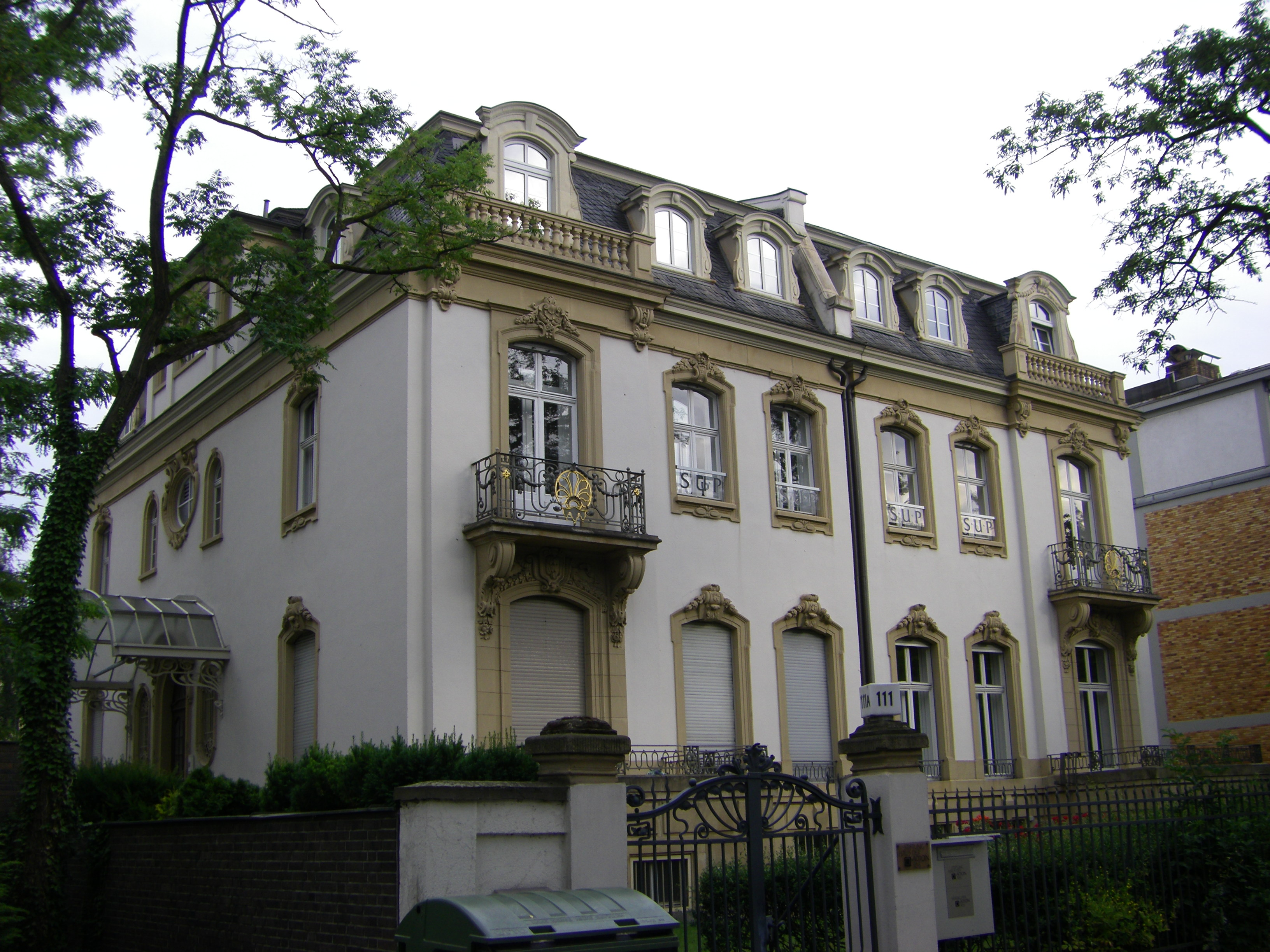
Doppelhaushälfte, Nummern 111 und 113
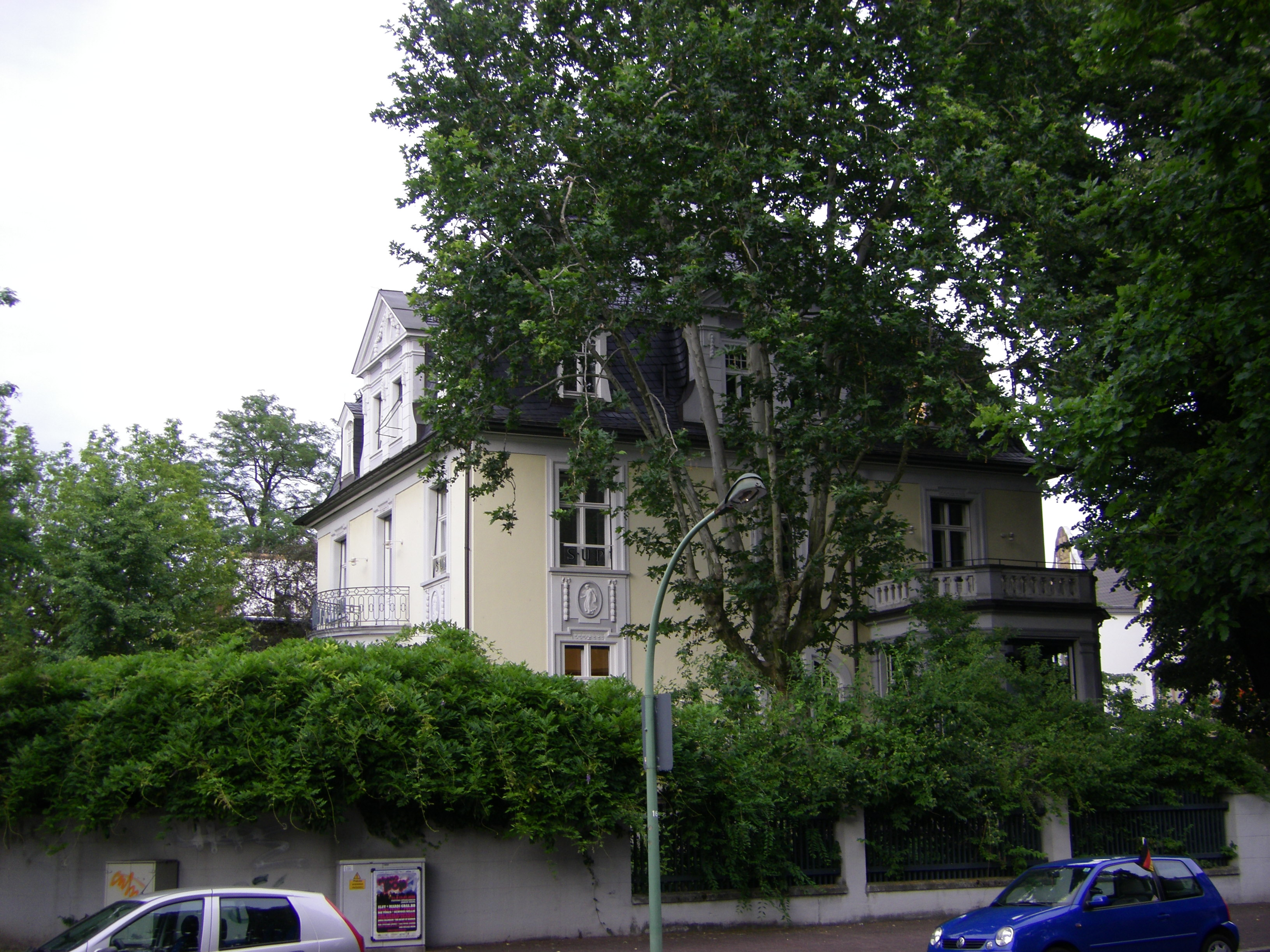
Haus Nummer 123

Etwas weiter stadtauswärts liegt südlich das Kennedyallee in Höhe der Paul-Ehrlich-Straße das Gelände des ehemaligen Sandhofes, heute Teil des Universitätsklinikums. Dahinter wird die Kennedyallee von zwei Eisenbahnbrücken für die Bahnstrecke Frankfurt–Göttingen und die Bahnstrecke Frankfurt am Main–Heidelberg überquert. Jenseits der Eisenbahnbrücken ist aufgrund ihrer Größe die 1902 bis 1904 errichtete Villa Mumm (Kennedyallee 151) ein besonders auffälliges Gebäude, heute Sitz des Bundesamtes für Kartographie und Geodäsie. Der SC SAFO Frankfurt, einer der traditionsreichsten Frankfurter Sportvereine, hat hier seinen Sitz.
Auf dem Gelände der Galopprennbahn Frankfurt soll bis 2018 ein neues Leistungszentrum des Deutschen Fußball-Bundes entstehen.

## Kultur
Seit 2013 befindet sich der Ausstellungsraum Salon Kennedy, angeschlossen an die Cultural Avenue, die Agentur für zeitgenössische Kulturprojekte, auf der Kennedyallee. Der Salon Kennedy unterstützt als permanenter Ausstellungsraum vor allem die Produktion zeitgenössischer Kultur. Zum einen werden auf Projektbasis spezifische Ausstellungen und auch Werke mit internationalen Künstlern und Designern entwickelt, was sich in Einzel- und Gruppenausstellungen widerspiegelt. Zum anderen führt der Salon durch Kooperationen mit beispielsweise internationalen Sammlungen oder fremd kuratierten Events Menschen zusammen und bietet so eine Plattform für den Diskurs rund um die Kunst und Kultur. Unter anderem wurden bereits Ausstellungen mit Werken von international bekannten Künstlern wie Jorinde Voigt, Michael Sailstorfer, Tomas Saraceno, Daniel Lergon oder Alicja Kwade gezeigt, aber auch jüngere Positionen wie der australische Künstler Andy Boot, die mexikanische Künstlerin Claudia de la Torre oder Studenten der Städelschule wie Frankziska von Stenglin oder Maximilian Arnold ausgestellt. Auch Architektur- und Design-Projekte können in den Räumen bestaunt werden, wie der Launch der Lampen Serie Profile/Tourneur der Forschungsinitiative Rokokorelevanz.